# Чересстрочная развёртка

Ход луча ЭЛТ в чересстрочной развёртке

Чересстрочная развёртка — метод телевизионной развёртки, при котором каждый кадр разбивается на два полукадра (или поля), составленные из строк, выбранных через одну. В первом поле развёртываются и воспроизводятся нечётные строки, во втором — чётные строки, располагающиеся в промежутках между строками первого поля. После окончания развёртки второго поля луч возвращается в точку, соответствующую началу развёртки первого поля, и т. д. Чересстрочная развёртка является компромиссом между критической частотой заметности мельканий и шириной полосы частот, занимаемой видеосигналом. Применение такой технологии позволяет устранить избыточность частоты передаваемых кадров. Изображение с чересстрочной разверткой требует вдвое меньшей полосы частот для передачи по сравнению с прогрессивной. Однако устройства, использующие этот вид развёртки, обладают рядом трудноустранимых недостатков, проявляющихся в мерцаниях мелких деталей и повышенной утомляемости зрения. Для их устранения применяются специальные алгоритмы обработки изображения.

## Деинтерлейсинг — устранение чересстрочности
Чересстрочная развёртка, применяемая в телевидении и некоторых форматах видеозаписи, имеет один существенный недостаток: из-за последовательной передачи полукадров (полей) при выводе телевизионного изображения на устройства отображения с прогрессивной развёрткой, такие как жидкокристаллические телевизоры, мультимедийные проекторы, на движущихся объектах появляется эффект «гребёнки» или мерцание изображения. Чтобы избавиться от этого неприятного эффекта, применяется процесс конвертации видео в прогрессивный формат, который называется деинтерлейсинг (англ. Deinterlacing — устранение чересстрочности).

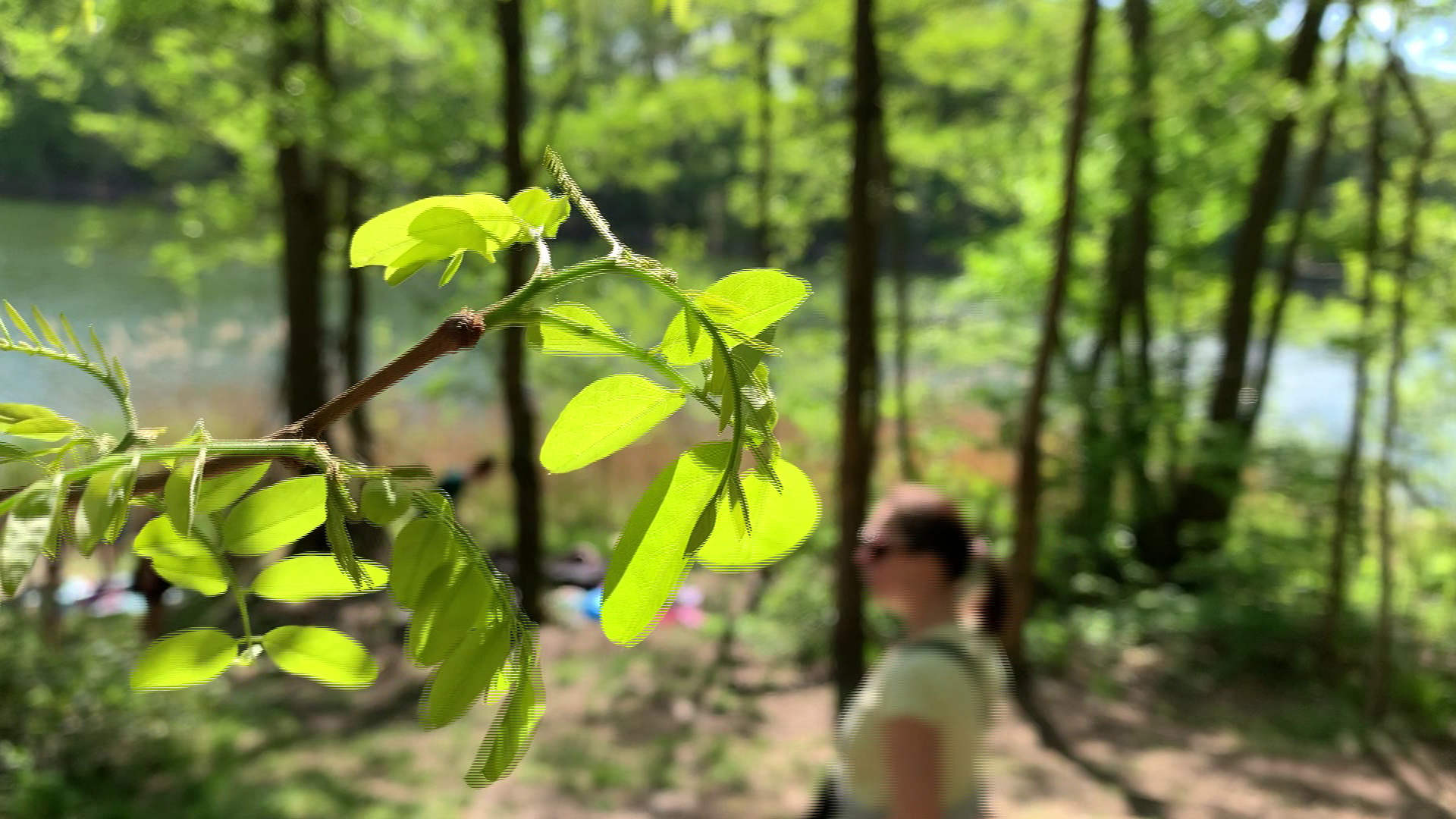
Иллюстрация показывает эффект «гребёнки» на тестовом изображении.

## Области применения
- Телевидение
- Мультимедиа
- Видеозапись
- Видеонаблюдение